# Spoorlijn Masnedsund - Kalvehave
De spoorlijn Masnedsund - Kalvehave (Deens: Kalvehavebanen) was een lokale spoorlijn in het zuiden van Seeland in Denemarken, tussen Masnedsund en Kalvehave.

## Geschiedenis
Aan de bouw van de spoorlijn ging een lange tijd van overleg en discussie vooraf over hoe en waarlangs de spoorlijn zou komen te lopen. Uiteindelijk werd op 24 juni 1895 de concessie verleend en reeds op 1 oktober 1897 kon de lijn worden geopend. Aanvankelijk had de lijn haar beginpunt bij het oude DSB-station van Masnedsund. Per 28 mei 1948 werd het beginpunt naar het DSB-station van Vordingborg verplaatst.
Door toenemende concurrentie van de auto en de bus in de jaren 1950 werd de spoorlijn steeds onrendabeler en op 31 maart 1959 werd de exploitatie gestaakt.

## Huidige toestand
Thans is de volledige lijn opgebroken.